# シャイアン国立草原
シャイアン国立草原 （英: Sheyenne National Grassland）は、アメリカ合衆国ノースダコタ州南東部に位置する国立草原で、ランサム郡とリッチランド郡を流れるシャイアン川周辺の、70,446エーカー (28,508 ha)の公有地と64,769エーカー (26,211 ha)の私有地からなる砂地の地域で、トールグラスプレイリー唯一の国立草原である。この草原は、ノースダコタ州最大のソウゲンライチョウの個体数を誇り、ダコタスキッパーバタフライやPlatanthera praeclara（蘭）や多数のシダの生息地であると同時に、約83の放牧業者の放牧地でもある。
ノースカントリートレイルの31-マイル (50 km)が草原を東西に横断しており、ハイキング、乗馬、マウンテンバイクをすることができる。地図やトレイルに関する情報は、https://northcountrytrail.org/dpc/.で確認できる。
草原は、ランサム郡とリッチランド郡西部にあり、リスボンから約12マイル (19 km)東に位置している。ダコタプレイリー草原（英語: Dakota_Prairie_Grasslands）の一部として森林局によって管理されており、事務所はビスマークにある。管轄の森林警備隊の事務所はリスボンにある。